# União de Médicos Escritores e Artistas Lusófonos
A União de Médicos Escritores e Artistas Lusófonos (UMEAL) é uma entidade que congrega médicos escritores e artistas que falam a língua portuguesa.
Foi fundada, em uma reunião preparatória em 24 de setembro de 1992, na localidade de Curia, Portugal. Nasceu com a finalidade de integrar médicos de Angola, Brasil, Cabo Verde, Guiné, Moçambique, Portugal e São Tomé e Príncipe, além de membros médicos espalhados pelo mundo que falem o idioma português e se dediquem à literatura ou a outra arte.
A UMEAL congrega as associações de médicos escritores de Portugal (Sociedade Portuguesa de Escritores e Artistas Médicos - SOPEAM), do Brasil (Sociedade Brasileira de Médicos Escritores - SOBRAMES) e de Moçambique (Associação de Médicos Escritores e Artistas de Moçambique - AMEAM).

## Presidentes
- Waldenio Porto - 1993
- Carlos Vieira Reis - 1997
- Luís Lourenço - 2000
- Waldenio Porto - 2007
- Maria José Leal - 2014
- Josyanne Rita de Arruda Franco - 2017

A atual Diretoria da UMEAL, eleita em Assembléia por ocasião do XI Congresso, realizado em Macau, China, em 2017, está assim composta:
- Presidente: Josyanne Rita de Arruda Franco (Brasil)
- Vice-Presidente para Portugal: Maria José Leal
- Vice-Presidente para Moçambique: João Fernando Lima Schwalbach.

## Congressos
A UMEAL já promoveu dez congressos internacionais de médicos escritores lusófonos.
- O I Congresso foi realizado no Recife, Pernambuco, Brasil em 1994.

Sessão de abertura feita no Teatro Valdemar de Oliveira, visitas ao Forte do Brum (com exibição de coreografias e folclore local), ao Real Hospital Português de Beneficência, à cidade de Olinda, à Fundação Gilberto Freyre.
Nesse congresso houve a outorga do Prêmio Hebron de Literatura, constante nas efemérides da Academia Pernambucana de Letras como promovido por ela. O congressista premiado foi Luís Lourenço.
- O II Congresso foi realizado em Curia,Portugal.

Incluídos passeios turísticos ao Centro e ao Norte do país e parte de Lisboa.
- O III Congresso foi realizado em Salvador, Bahia, Brasil.[1]

Com visitas à Lagoa do Abaeté, Ilha de Itaparica, Fundação Jorge Amado e igrejas.
- O IV Congresso foi realizado em Leiria, Portugal.

Com visitas turísticas aos mosteiros de Alcobaça e da Batalha, Castelos de Leiria e Tomar, Nazaré e praias da região.
- O V Congresso foi realizado no Recife.

Realizado no Recife Monte Hotel. Novos passeios turísticos pela capital pernambucana e cidades vizinhas.
- O VI Congresso da UMEAL realizou-se no Recife, Pernambuco, Brasil, na semana pré-carnavalesca de 2007.

Congregou, além de escritores do Nordeste brasileiro, médicos de Portugal e de Cabo Verde.
Realizou-se em associação com o II Congresso das Academias de Letras do Nordeste, patrocinado pela Rede de Integração das Academias de Letras do Nordeste.
Neste congresso houve um concurso literário, e o tema atual foi Livro inédito de contos. Foi entregue o Prêmio Hebron de Literatura, e o vencedor foi o médico escritor Flávio Alencar, tendo recebido Menção Honrosa os médicos Milton Lins e Paulo Camelo.
- O VII Congresso realizou-se em Lisboa, Portugal em setembro de 2010.

Realizou-se simultaneamente com a Reunião de outono da SOPEAM.
Participaram médicos escritores do Brasil, Portugal, Moçambique e São Tomé e Príncipe, além de escritores não médicos do Brasil.
- O VIII Congresso realizou-se em Curitiba, Paraná, Brasil, em outubro de 2012.[nota 1]

Realizou-se simultaneamente ao XXIV Congresso Brasileiro de Médicos Escritores.
Participaram médicos escritores do Brasil, Portugal, Angola e Moçambique.
- O IX Congresso realizou-se no Recife, Pernambuco, entre 8 e 11 de outubro de 2014, juntamente com o XXV Congresso da SOBRAMES.[3]

Participaram médicos e escritores do Brasil, Portugal e Moçambique.
- O X Congresso realizou-se em Viana do Castelo, Portugal, entre 24 e 27 de setembro de 2015.

Participaram médicos escritores de Portugal, Brasil, Moçambique e Macau.
- O XI Congresso realizou-se em Macau, em 2017.[4][5][6]

Participaram médicos de Portugal, Moçambique e Macau. Houve apenas uma representação brasileira, da SOBRAMES de São Paulo.
- O XII Congresso, programado para ser realizado em setembro de 2020, em Fortaleza, Ceará, Brasil, foi suspenso. Como alternativa, foi realizado, em 5 de setembro, um evento virtual, com coordenação em Macau e Jundiaí, com apresentações de trabalhos literários e artísticos.[7][nota 2]
  - Efetivamente, o XII Congresso foi realizado no Recife, Pernambuco, entre 16 e 19 de outubro de 2024, juntamente com o XXIX Congresso da SOBRAMES.[8][nota 3]